# Bradford City Association Football Club
Pour les articles homonymes, voir Bradford (homonymie).
Maillots
Actualités
Le Bradford City Association Football Club est un club de football anglais fondé en 1903. Le club, basé à Bradford, joue dans son stade de Valley Parade.

## Histoire
Fondé en 1903, le club adopte un statut professionnel en 1903 et rejoint la League en 1903 (deuxième division).
Durant la saison 1907-1908, Bradford termine premier de la deuxième division et obtient son ticket pour la première division.
La saison 1910-1911 est à ce jour, la meilleure saison de toute l'histoire du club. Le club termine cinquième de la première division et, le 26 mai 1911, le club remporte la finale de la Coupe d'Angleterre, 1-0 face à Newcatle United, sur un but de Jimmy Speirs inscrit à la 15e minute. Cette finale avait dû être rejoué après que la première confrontation entre les deux équipes ait donné lieu à un match nul, 0-0, quatre jours plus tôt.
La période d'après-guerre est particulièrement difficile pour les "bantams". Lors de la saison 1921-1922, l'équipe est reléguée en deuxième division. Cinq ans plus tard, lors de la saison 1926-1927, le club est relégué en troisième division à la suite d'une cinglante défaite, 8 à 0, face à Manchester City lors de l'ultime journée. Il faudra deux saisons à Bradford pour remonter en deuxième division. Lors de la saison 1933-1934, ils ratent d'un point une montée en division 1 et finissent par retrouver la troisième division, à la suite d'une relégation lors de la saison 1936-1937.
L'équipe continue sa chute vers les abysses après la seconde guerre mondiale et est reléguée en quatrième division lors de la saison 1960-1961. Lors de la saison suivante, le club manque d'un point une remontée immédiate. La remontée est finalement acquise, dans la douleur, lors de la saison 1968-1969. Bradford reste trois saisons en troisième division avant de redescendre à l'échelon inférieur, en 1972.
Durant l'été 2000, le club participe à son unique campagne européenne à ce jour, la Coupe Intertoto, où Bradford élimine les Lituaniens de l'Atlantas Klaipėda, puis les Néerlandais du RKC Waalwijk avant d'échouer face au Zénith Saint-Pétersbourg en demi-finale de la compétition.
Lors de la saison 2012-2013, l'équipe réalise l'énorme surprise d'éliminer trois clubs de Premier League en Coupe de la Ligue. Le cinglant duo Nahki Wells-Stefan Hanson en attaque y participe pleinement, ils marquent à eux deux 41 buts de leur équipe sur la seule saison 2012-2013. Lors de leur parcours ils éliminent d'abord Notts County (troisième division) 0-1, Watford FC (deuxième division) 1-2, Burton Albion (quatrième division) 3-2, Wigan Athletic (première division) 0-0 (2 TAB à 4), Arsenal FC (première division) 1-1 (3 TAB à 2), puis Aston Villa (première division) 4-3 (3-1 ; 1-2). Les Bantams échouent en finale contre Swansea City (0-5). C'est la première fois qu'un club de quatrième division atteint la finale de la League Cup depuis 1962 avec Rochdale. Cette saison se conclut finalement de la plus belle des manières pour Bradford puisque l'équipe parvient à obtenir son ticket pour la division supérieure, en s'imposant lors des matchs de barrage de fin de saison.
En 2019, le club est relégué de la League One.
En 2025, le club est promu en League One.

## Palmarès et records

### Palmarès
| Championnats nationaux | Coupes nationales |
| - Championnat d'Angleterre de D2 (1): - Champion : 1908. - Vice-champion : 1999. - Championnat d'Angleterre de D3 (1): - Champion : 1985. - Vainqueur des play-offs : 1996. - Championnat d'Angleterre de D3 - Nord (1): - Champion : 1929. - Championnat d'Angleterre de D4 (0): - Vice-champion : 1982. - Vainqueur des play-offs : 2013. | - Coupe d'Angleterre (1): - Vainqueur : 1911. - Coupe de la Ligue anglaise (0): - Finaliste : 2013. - Football League Third Division North Cup (1): - Vainqueur : 1939. - Finaliste : 1938. - West Riding County FA Challenge Cup (4): - Vainqueur : 1906, 1907, 1908 et 1909. |

### Bilan saison par saison
|           | I  | II | III | IV | Points | Journées | V  | N  | D  | B.p. | B.c. | Diff. |
| --------- | -- | -- | --- | -- | ------ | -------- | -- | -- | -- | ---- | ---- | ----- |
| 2020-2021 |    |    |     | 15 | 59 pts | 46       | 16 | 11 | 19 | 48   | 53   | -5    |
| 2019-2020 |    |    |     | 9  | 54 pts | 37       | 14 | 12 | 11 | 44   | 40   | +4    |
| 2018-2019 |    |    | 24  |    | 41 pts | 46       | 11 | 8  | 27 | 49   | 77   | -28   |
| 2017-2018 |    |    | 11  |    | 63 pts | 46       | 18 | 9  | 19 | 57   | 67   | -10   |
| 2016-2017 |    |    | 5   |    | 79 pts | 46       | 20 | 19 | 7  | 62   | 43   | +19   |
| 2015-2016 |    |    | 5   |    | 80 pts | 46       | 23 | 11 | 12 | 55   | 40   | +15   |
| 2014-2015 |    |    | 7   |    | 65 pts | 46       | 17 | 14 | 15 | 55   | 55   | 0     |
| 2013-2014 |    |    | 11  |    | 59 pts | 46       | 14 | 17 | 15 | 57   | 54   | +3    |
| 2012-2013 |    |    |     | 7  | 69 pts | 46       | 18 | 15 | 13 | 63   | 52   | +11   |
| 2011-2012 |    |    |     | 18 | 50 pts | 46       | 12 | 14 | 20 | 54   | 59   | -5    |
| 2010-2011 |    |    |     | 18 | 52 pts | 46       | 15 | 7  | 24 | 43   | 68   | -25   |
| 2009-2010 |    |    |     | 14 | 62 pts | 46       | 16 | 14 | 16 | 59   | 62   | -3    |
| 2008-2009 |    |    |     | 9  | 67 pts | 46       | 18 | 13 | 15 | 66   | 55   | +11   |
| 2007-2008 |    |    |     | 10 | 62 pts | 46       | 17 | 11 | 18 | 63   | 61   | +2    |
| 2006-2007 |    |    | 22  |    | 47 pts | 46       | 11 | 14 | 21 | 47   | 65   | -18   |
| 2005-2006 |    |    | 11  |    | 61 pts | 46       | 14 | 19 | 13 | 51   | 49   | +2    |
| 2004-2005 |    |    | 11  |    | 65 pts | 46       | 17 | 14 | 15 | 64   | 42   | +2    |
| 2003-2004 |    | 23 |     |    | 36 pts | 46       | 10 | 6  | 30 | 38   | 69   | -31   |
| 2002-2003 |    | 19 |     |    | 52 pts | 46       | 14 | 10 | 22 | 51   | 73   | -22   |
| 2001-2002 |    | 15 |     |    | 55 pts | 46       | 15 | 10 | 21 | 69   | 76   | -7    |
| 2000-2001 | 20 |    |     |    | 26 pts | 38       | 5  | 11 | 22 | 30   | 70   | -40   |
| 1999-2000 | 17 |    |     |    | 36 pts | 38       | 9  | 9  | 20 | 38   | 68   | -30   |
| 1998-1999 |    | 2  |     |    | 87 pts | 46       | 26 | 9  | 11 | 82   | 47   | +35   |
| 1997-1998 |    | 13 |     |    | 57 pts | 46       | 14 | 15 | 17 | 46   | 59   | -13   |

## Joueurs et personnalités du club

### Entraîneurs
Le tableau suivant présente la liste des entraîneurs du club depuis 1903.
| Rang | Nom                     | Période               |
| ---- | ----------------------- | --------------------- |
| 1    | Robert Campbell         | juin 1903-oct. 1905   |
| 2    | Peter O'Rourke          | nov. 1905-juin 1921   |
| 3    | David Menzies           | juil. 1921-juin 1926  |
| 4    | Colin Veitch            | août 1926-janv. 1928  |
| 5    | Jack Foster (intérim)   | janv. 1928-mai 1928   |
| 6    | Peter O'Rourke          | mai 1928-mai 1930     |
| 7    | Jack Peart              | juil. 1930-mars 1935  |
| 8    | Dick Ray                | avr. 1935-févr. 1937  |
| 9    | Arnaud Westgarth        | mars 1938-juil. 1943  |
| 10   | Bob Sharp               | juil. 1943-mai 1946   |
| 11   | Jack Barker             | mai 1946-janv. 1947   |
| 12   | Giuseppe Milburn        | janv. 1947-juil. 1948 |
| 13   | David Steele            | juil. 1948-févr. 1952 |
| 14   | Albert Harris (intérim) | févr. 1952-mai 1952   |
| 15   | Ivor Powell             | mai 1952-févr. 1955   |
| 16   | Peter Jackson           | févr. 1955-mars 1965  |
| 17   | Bob Brocklebank         | mai 1961-oct. 1964    |
| 18   | Bill Harris             | mars 1965-mars 1966   |

| Rang | Nom                          | Période               |
| ---- | ---------------------------- | --------------------- |
| 19   | Willie Watson                | avr. 1966-janv. 1967  |
| 20   | Grenville Hair               | janv. 1967-mars 1968  |
| 21   | Jim McAnearney & Tom Hallett | mars 1968-mai 1968    |
| 22   | Jimmy Wheeler                | juin 1968-sept. 1971  |
| 23   | Ray Wilson (intérim)         | sept. 1971-nov. 1971  |
| 24   | Bryan Edwards                | nov. 1971-janv. 1975  |
| 25   | Bobby Kennedy                | janv. 1975-janv. 1978 |
| 26   | John Napier                  | févr. 1978-oct. 1978  |
| 27   | George Mulhall               | nov. 1978-mars 1981   |
| 28   | Roy McFarland                | mai 1981-nov. 1982    |
| 29   | Trevor Cherry                | déc. 1982-janv. 1987  |
| 30   | Terry Dolan                  | janv. 1987-janv. 1989 |
| 31   | Terry Yorath                 | févr. 1989-mars 1990  |
| 32   | John Docherty                | mars 1990-nov. 1991   |
| 33   | Frank Stapleton              | déc. 1991-mai 1994    |
| 34   | Lennie Lawrence              | mai 1994-nov. 1995    |
| 35   | Chris Kamara                 | nov. 1995-janv. 1998  |
| 36   | Paul Jewell                  | janv. 1998-juin 2000  |

| Rang | Nom                                                                      | Période               |
| ---- | ------------------------------------------------------------------------ | --------------------- |
| 37   | Chris Hutchings                                                          | juin 2000-nov. 2000   |
| 38   | Stuart McCall (intérim)                                                  | nov. 2000             |
| 39   | Jim Jefferies                                                            | nov. 2000-déc. 2001   |
| 40   | Steve Smith (intérim)                                                    | déc. 2001             |
| 41   | Nicky Law                                                                | janv. 2002-nov. 2003  |
| 42   | Peter Atherton & Wayne Jacobs & David Wetherall & Dean Windass (intérim) | nov. 2003             |
| 43   | Bryan Robson                                                             | nov. 2003-juin 2004   |
| 44   | Colin Todd                                                               | juin 2004-févr. 2007  |
| 45   | David Wetherall                                                          | févr. 2007-mai 2007   |
| 46   | Stuart McCall                                                            | mai 2007-févr. 2010   |
| 47   | Wayne Jacobs (intérim)                                                   | févr. 2010            |
| 48   | Peter Taylor                                                             | févr. 2010-févr. 2011 |
| 49   | Peter Allan Jackson                                                      | févr. 2011-août 2011  |
| 50   | Colin Cooper (intérim)                                                   | août 2011             |
| 51   | Phil Parkinson                                                           | août 2011-            |

### Joueurs emblématiques
- Phil Babb
- Peter Beagrie
- Jorge Cadete
- Benito Carbone
- Neil Redfearn
- Alan Combe
- Gordon Cowans
- Lee Crooks
- Andy Dow
- Richard Edghill
- Woodburn Gould
- Andy O'Brien
- Dan Petrescu
- Bobby Petta
- Chris Kamara
- Arthur Graham
- John Hendrie
- Andy Myers
- Peter Atherton
- Jimmy Quinn
- Bruno Rodriguez
- Dean Saunders
- Mark Schwarzer
- Lee Sharpe
- Isaiah Rankin
- Neville Southall
- Frank Stapleton
- Steve Staunton
- Nicky Summerbee
- Chris Waddle
- Nahki Wells
- David Wetherall
- Dean Windass
- Ben Roberts
- David Harvey
- Tommy Cairns